# Lexa (cantante)
Léa Cristina Lexa Araújo (n. Río de Janeiro, 22 de febrero de 1995) es una cantante y compositora brasileña. Su primer single, "Posso Ser"
fue lanzado en diciembre de 2014 y alcanzado la posición número 23 en el desfile de Billboard Hot 100 Airplay de Brasil. Esta canción forma parte del EP del mismo nombre publicado por Lexa y lanzado como un adelanto de su primer álbum de estudio. En septiembre de 2015, la cantante lanzó su álbum debut, titulado Dísponivel.

## Biografía

### 1995-2013: Primeros años e inicios de su carrera artística
Es Fluminense, nació en la ciudad de Río de Janeiro. Lexa, con el apoyo de la familia, abandonó la universidad para dedicarse profesionalmente a la música. Su amor por las matemáticas, llevó a la cantante a trabajar en el área administrativa de una empresa de construcción y también aprobó dos cursos en el vestibular Federal do Rio de Janeiro. El apodo de Lexa fue dado por su madre, que es productora de discos, cuando tenía sólo 3 años de edad. Es la unión del nombre de Léa y el nombre de la presentadora Xuxa (Lé+x), debido a que la madre de la cantante, es fan de la reina de Baixinhos. Cuando era niña, comenzó a tomar clases de canto, piano y guitarra. Su primer espectáculo en el escenario ocurrió cuando tenía 16 años de edad. Lexa también trabajó en una panadería antes de invertir en la carrera musical y ha vivido en la capital de Brilia, Belem y Sao Paulo.

### 2015-presente: Carrera musical y reconocimiento mundial
Lexa fue descubierto por Batutinha productor musical, que, después de verlo en YouTube, le presentó al empresario Kamilla Fialho, que contrató a través de K2L Entertainment agencia artística. Así, en diciembre de 2014 es lanzado el primer sencillo de Lexa, el "Posso Ser" canción, que alcanzó el Top 30 en el desfile Hot 100 Airplay, Billboard Brasil, y se convirtió en la 93ª canción más tocada en las radios brasileñas en 2015. el video musical tomó 15 horas para ser grabadas y contó con la dirección Raoni Carneiro. Su primera obra extendida (EP), titulado Posso Ser, fue lanzado digitalmente el 3 de marzo, el año 2015 que contiene cuatro canciones, incluyendo la canción "Posso Ser", lanzado como el primer sencillo. En abril se lanzó la versión Premium de la EP bajo la etiqueta Som Livre contiene un bonus track titulado "Deleta". En junio, Lexa puso en marcha la segunda canción de trabajo del proyecto, la canción "Para de Marra", cuyo video musical fue lanzado el mes siguiente y muestra la cantante y sus bailarines en un entorno urbano. Un paso superior fuera en el norte de Río de Janeiro fue utilizado como escenario para el clip de vídeo. El 18 de septiembre, el año 2015 lanzó su álbum debut titulado Lexa disponibles, que contiene trece canciones, incluyendo cinco canciones previamente lanzadas en el EP "Posso Ser". Lexa, que firmó como compositor en seis pistas del disco, explica el título: "El nombre del CD se traduce lo que estoy viviendo en este momento. Estoy a su disposición para el trabajo, para mis fans, que quieren conocerme." Pista del título del álbum, "Dísponivel" fue lanzado como primer single en el mismo mes. El 26 de octubre se libera por segunda radio single del álbum, "Pior que sinto Falta", cuyo video musical fue lanzado en el mismo día. El 18 de noviembre, Lexa recibió el premio Revelación del cantante en la 14ª edición del Premio de la Juventud de Brasil, que también llevó a cabo una interpretación de la canción "Pior que sinto Falta". El 12 de diciembre de 2015, Lexa comenzó el Disponível Tour con demostración del principio celebrada en la ciudad de Río de Janeiro. El 23 de diciembre se lanza el video musical de "Fogo" de la canción, el rapero MC Guimê con una sola Lexa.

### 2016: Nueva Compañía
en 2016 Lexa cantante firmó un contrato con la nueva empresa Mallupy poco después de cerrar el caso contra K2L, y el cierre con Kamilla su ex-manager.

## Arte

### Influencias y estilo musical
En la música nacional, Lexa cita entre sus principales referencias, cantantes como Sandy, Marisa Monte y Ivete Sangalo, señalando Sandy como su mayor ídolo de la música brasileña: "Sandy es mi mayor referencia de la conoció en Superstar, lloró mucho que ella es. una flor. soy como ella, hacer la línea romántica, como el vestido de talle alto y me gusta cantar canciones de amor." En la música pop internacional, el cantante cita como sus principales influencias Beyonce, Alicia Keys, Michael Jackson, Katy Perry, Ariana Grande y Demi Lovato, así como la banda de rock Guns n' Roses.
Lexa género musical está clasificado como pop e incorpora elementos de Funk melody, Sus canciones también disponen de otros géneros e influencias, como el R&B y electro-pop. El feminismo, mujer independiente, son temas a menudo representado en la música Lexa. Interrogado sobre el tema, el cantante se puso de pie: "Me considero una feminista, pero creo que podemos hacer todo lo que nos sentimos bien teniendo todas las cosas que decimos con toda responsabilidad, creo podemos hacer todo lo que es bueno para nosotros. la mujer ya sufre un perjuicio históricamente hablando. las mujeres viven paradigmas de ruptura. Canto un estilo feminista tanto... yo defiendo esta bandera".

## Vida personal
Los aficionados de Lexa, la adoran por su sonrisa y su alegría. 

### Relaciones
Desde 2015 Lexa actualmente data rapero brasileño MC Guime, los dos se encontraron en el video Fogo, donde ella es la asociación romántica con él.

## Discografía
- 2015: Posso Ser
- 2015: Dísponivel

## Giras
- Promocional:
  - Disponível Tour (2015)

- Como acto de apertura
  - LOVE TOUR (Maite Perroni) (2016)